# Ruth Gordon
Ruth Gordon Jones (Quincy, Massachusetts, 30 d'octubre de 1896 - Edgartown, Massachusetts, 28 d'agost de 1985), més coneguda amb el nom de Ruth Gordon, va ser una actriu i guionista estatunidenca.

## Filmografia

### Com a actriu
- 1940: Abe Lincoln a Illinois de John Cromwell: Mary Todd Lincoln
- 1941: Two-Faced Woman de George Cukor: Miss Ruth Ellis
- 1943: Acció in the North Atlantic de Lloyd Bacon: Mrs. Jarvis
- 1943: Edge of Darkness de Lewis Milestone: Anna Stensgard
- 1965: La rebel (Inside Daisy Clover) de Robert Mulligan: La mare de Daisy
- 1966: Lord Love a Duck de George Axelrod: Stella Bernard
- 1968: La llavor del diable (Rosemary's Baby) de Roman Polanski: Minnie Castevet
- 1969: What Ever Happened to Aunt Alice? de Lee H. Katzin: Alice Dimmock
- 1970: Where's Poppa? de Carl Reiner: Mrs. Hocheiser
- 1971: Harold and Maude de Hal Ashby: Maude
- 1976: Look What's Happened to Rosemary's Baby de Sam O'Steen: Minnie Castevet
- 1976: The Big Bus
- 1977: Sèrie Columbo, temporada 7, episodi 1 Try and Catch Me de James Frawley: Abigail Mitchell
- 1978: Dur de pelar (Every Which Way But Loose) de James Fargo: Ma
- 1980: Any Which Way You Can de Buddy Van Horn: Ma
- 1981: Deixalles valuoses
- 1985: Maxie de Paul Aaron: Mrs. Lavin

### Com a guionista
- 1947: A Double Life, de George Cukor
- 1949: Adam's Rib, de George Cukor
- 1952: The Marrying Kind, de George Cukor
- 1952: La Pat i en Mike, de George Cukor

## Premis
- Oscar a la millor actriu secundària el 1969 pel personatge de Minnie Castevet a La llavor del diable de Roman Polanski
- Globus d'Or a la millor actriu secundària el 1969 per La llavor del diable
- Primetime Emmy a la millor actriu en sèrie còmica el 1979 per Taxi